# 俞敏洪
俞敏洪（1962年9月4日—），男，江苏江阴人，毕业于北京大学，中国民办教育家、商人，北京新东方集团创始人及校长、新东方教育科技集团董事长，中国民主同盟第九届中央委员。

## 生平
俞敏洪生於江陰鄉村，中小学阶段的教育皆在江苏省江阴市完成。1978年，高中毕业于江阴市夏港中学，参加高考落榜。1979年，第二次参加高考再次落榜，之后俞敏洪上高考补习班，并报考北京大学。1980年，第三次参加高考，顺利考入北京大学西方语言文学系，期间因患肺结核休学一年。
1985年从北京大学毕业，留校任外语系教师。1991年9月，因长期在校外培训机构兼课，被北大处以行政记过处分，随即从北大辞职，进入民办教育领域，先后在北京市一些民办学校从事教学与管理工作。
1993年11月16日，创办北京市新东方学校，担任校长。著有被广大英语学习者号称“红宝书”的《GRE词汇精選》。截至2008年新东方学校已拥有三十余所分校。
2000年，俞敏洪及领导团队成立了东方人投资有限公司，迈出其教育产业化的重要一步。2009年8月，中华职业教育社第十次全国代表大会召开，他出任中华职业教育社第十届理事会常务理事。
2021年7月，在中共中央总书记习近平指示推行的“双减政策”下，新东方股价暴跌，营收减少80%，裁员6万人，各种补偿的现金支出200亿元。

## 社会兼职
担任第十一届全国政协委员、民盟第九届中央委员、民盟中央教育委员会副主任、全国青联常委、中国青年企业家协会副会长等社会职务。

## 争议
俞敏洪曾在一次演講中說：當年新東方學員中95%的女生到了美國後，都會把國內的男朋友給甩了；而95%的男生到美國後，都會想辦法把女朋友接過去。
2018年11月18日，俞敏洪在演讲中发表言论称“现在中国是因为女性堕落导致整个国家堕落”，引发争议。女星张雨绮也就此言论回应称其不了解女性的价值和平等。当晚，俞敏洪通过微博表示歉意，其想表达的真正意思是“一个国家的女性的水平，就代表了国家的水平，女人强则男人强，则国家强”。11月20日，俞敏洪前往全国妇联机关向广大女同胞诚恳道歉。

## 著作
- . 北京市地安门西大街: 当代中国出版社. 2011-12-01. ISBN 978-7-5154-0094-5.